# Tuoni
Tuoni est le dieu des morts dans la mythologie finnoise. Il habite avec son épouse Tuonetar le sombre pays de Tuonela, dont peu de voyageurs reviennent. Ils ont plusieurs filles qui sont les divinités de la souffrance, notamment Kipu-tyttö, déesse des maladies ou Loviatar, « la plus méprisable des filles de Tuoni ». 
Väinämöinen est l'un des rares héros à s'échapper de Tuonela. Après avoir traversé la rivière qui en marque la frontière, Väinämöinen est accueilli par Tuonetar, qui lui offre de la bière dans laquelle grouillent grenouilles et vers. 
Mais profitant du sommeil du visiteur, le fils de Tuoni installe un immense filet métallique dans la rivière afin d'empêcher le héros de repartir. À son réveil cependant, Väinämöinen se change en loutre et passe facilement les rets qui devaient le retenir prisonnier.